# Pai

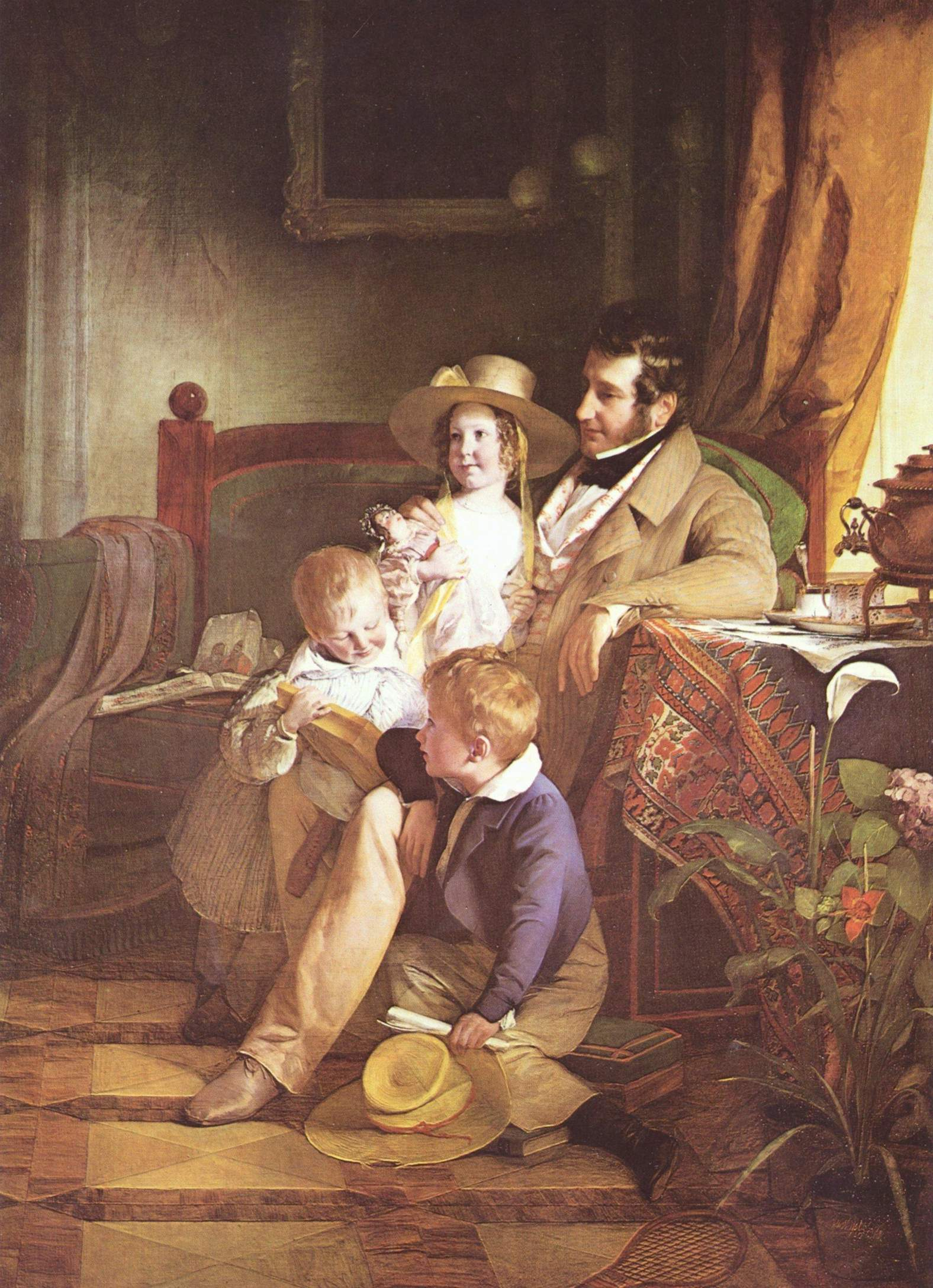
Rudolf von Arthaber, com sua família. Pintura de Frederico de Amerling, 1885

Pai (do latim patre; também chamado de genitor, progenitor, ou ainda gerador) é a figura masculina de uma família que tenha um ou mais filhos e assume o primeiro grau de uma linha ascendente de parentesco. No plural, a palavra refere-se ao pai e à mãe. A paternidade dá-se pela ancestralidade biológica (isto é, a partir da fertilização), proveniente do casamento, da união estável e/ou da relação monoparental como estado de parentesco. Ainda há também a possibilidade legal de paternidade a partir da adoção ou técnicas de reprodução assistida.
Comumente, o termo assume um cunho religioso, proveniente da igreja cristã e da judaica, sendo um dos epítetos de Deus. Também é a primeira pessoa da Santíssima Trindade e é usado para se referir a padres, a partir da origem da palavra. 'Pai' também é uma forma de chamar o cacique de uma tribo indígena.
Todos os anos, em pelo menos treze países é celebrado o Dia dos Pais. A comemoração se originou nos Estados Unidos, em 1910, partida da ideia de Sonora Louise Smart Dodd, entretanto, apenas foi oficializada pelo presidente Richard Nixon em 1972, como sendo no terceiro domingo de junho. Porém, a data varia de país para país, tendo a maioria adotado no mês de junho.
Em uma família típica, o pai torna-se responsável pela educação e criação dos filhos e o sustento da família. Esta responsabilidade provém do século XIX, onde assumia inteiramente o poder econômico, à posição pública do homem e à posição de autoridade masculina, sendo visto como o chamado "pai-professor-patrão". No século XX, já o cenário familiar se alterara, dando espaço para as mães assumirem parte do controle financeiro, baseado em um modelo capitalista, individualista.
A realidade do contexto social dos séculos XX e XXI, em especial o consumismo, impõem com frequência aos pais, e mais recentemente também às mães, uma dedicação intensa, e por vezes desproporcional, de horas diárias de trabalho prejudicando, entre outros fatores, o convívio familiar, em especial com os filhos nos quais essa ausência e distância podemo produzir diversas consequências em sua formação. O antes "pai-professor-patrão" do século XIX transmutou-se em "pai-ausente" nos séculos XX e XXI, produzindo gerações nas quais significativa parcela das crianças cresceram sendo "órfãos de pais vivos".

## Etimologia
Na língua portuguesa, a palavra pai é proveniente do latim pater / patris. Tem a mesma a origem que a palavra padre.